# A priori
Der Terminus a priori (mittellateinisch a ‚von … her‘ und prius ‚das vordere, frühere, erste [von zweien]‘) wurde in der scholastischen Philosophie als Übersetzung der aristotelischen Unterscheidung zwischen „proteron“ und „hysteron“ verwendet (Bedingung und Bedingtes). Der Ausdruck tritt von dort im 16. Jahrhundert als Syntagma in die deutsche Fachsprache ein.
In der neueren Philosophie bezeichnet der Ausdruck eine erkenntnistheoretische Eigenschaft an Urteilen: Urteile a priori können ohne Basis der Erfahrung (Empirie) gefällt werden, sie sind Bedingungen der Erfahrung oder aus diesen abgeleitet. Im Gegensatz dazu stehen Urteile a posteriori. Im Allgemeinen gelten alle analytischen Urteile als a priori. Ihre urteilstheoretische Bedeutung haben die Begriffe a priori und a posteriori seit Mitte des 17. Jahrhunderts, spätestens aber seit Immanuel Kant.
Von der neueren Verwendung abgeleitet bezeichnet apriorisches Wissen ein Wissen, das von Erfahrung unabhängig ist (siehe Apriorismus). Im Unterschied dazu steht empirisches oder erfahrungsabhängiges Wissen, das insbesondere durch eigene sinnliche Wahrnehmung gewonnen wurde. Alltagssprachlich und in verschiedenen fachsprachlichen Zusammenhängen werden daher Sachverhalte, die bereits mit der Annahme bestimmter Bedingungen „von vornherein“ festliegen, als a priori bezeichnet.

## Philosophiegeschichte

### Antike und Mittelalter
Erstmals Erwähnung findet der Begriff im 14. Jahrhundert in den Schriften des Logikers Albert von Sachsen. Ein Argument a priori bedeutete hier „von den Ursachen zur Wirkung“ und ein Argument a posteriori „von den Wirkungen zu den Ursachen“. Ähnliche Definitionen wurden von vielen späteren Philosophen einschließlich Leibniz gegeben. Dieselbe Bedeutung existiert heute manchmal immer noch im nichtphilosophischen Kontext. Zu beachten ist, dass mittelalterliche Logiker das Wort causa („Ursache“) in einem syllogistischen Sinn verwendeten, der dem aitia des Aristoteles entspricht und nicht unbedingt a prius, also „früher, vorhergehend“ bedeutet. Dies zeigt sich in der Verwendung der Phrase demonstratio propter quid („Darlegung, warum etwas so ist“) äquivalent zu demonstratio a priori, ähnlich wie demonstratio quia („Darlegung, dass etwas so ist“) als Entsprechung für demonstratio a posteriori. Auf ähnliche Weise unterschied Aristoteles zwischen dem Wissen über die Begründung oder Erklärung einer Sache und dem Wissen über einen bloßen Fakt.
Obwohl der Begriff erst im Mittelalter verwendet wird, sind Philosophen an a priori-Wissen, also an von Erfahrung unabhängigem Wissen, bereits seit den Anfängen der Philosophie interessiert. Wissen, das man nicht durch Sehen, Fühlen oder Hören erlangt, sondern durch reines Nachdenken erlernt, erforderte eine besondere Erklärung. Platon behauptete in seinem Menon und Phaidon, dass das Lernen geometrischer Wahrheiten nur eine Wiedererinnerung an Wissen aus einer früheren Existenz darstellt, als es noch möglich war, über ewige Ideen und Formen direkt nachzudenken. Augustinus von Hippo und seine mittelalterlichen Anhänger stimmten mit Platos Ansichten teilweise überein, erkannten jedoch die Details seiner Theorie nicht an und erklärten, dass die Ideen allein von Gott kämen, der den Menschen hin und wieder zur intellektuellen Erleuchtung verhelfe.

### Neuzeitlicher Rationalismus
In den traditionellen Erkenntnistheorien der europäischen Neuzeit (Rationalismus und Empirismus) wurde generell angenommen, dass zumindest im Bereich der Mathematik und der Logik Wissen a priori möglich ist. Ein Teilprojekt der Aufklärung untersuchte die Frage, ob es solche unhintergehbaren Gesetze auch im Bereich der Naturwissenschaft und der Ethik geben könne, um mit dem Geltungsanspruch religiöser Offenbarung konkurrieren zu können. Nur Urteile a priori konnten den Anspruch erheben notwendigerweise und nicht nur zufällig, aufgrund der augenblicklichen Situation, wahr zu sein.
Rationalisten wie René Descartes oder Gottfried Leibniz beharrten darauf, dass Menschen epistemischen Zugang zu solchen Wahrheiten auch ohne Empirie (sinnliche Erfahrung) haben, während Empiristen wie John Locke oder David Hume nur Urteilen über die Tätigkeit des eigenen Geistes den Status von Urteilen a priori zubilligten.

### Immanuel Kant
In der Philosophie Kants, die eine Synthese von Rationalismus und Empirismus bilden soll, sind strukturelle Bedingungen der erfahrbaren Welt – wie die Kategorien oder die Strukturen von Raum und Zeit, die Kant „Formen der sinnlichen Anschauung“ nennt – a priori, da sie transzendentale Bedingungen der Erfahrung überhaupt sind. Er verwendet den Ausdruck – zunächst noch im Sinn der rationalistischen Tradition – für Erkenntnisse, die auf keiner konkreten empirischen Erfahrung beruhen und daher die Form allgemeiner und notwendiger Urteile annehmen können. Kants Ausführungen zu Beginn der zweiten Auflage der Kritik der reinen Vernunft (B) legen die Interpretation nahe, dass innerhalb der Klasse der Erkenntnisse a priori zwischen reinen (keine empirischen Begriffe enthaltenden) und nicht-reinen (empirische Begriffe enthaltenden) Erkenntnissen a priori zu unterscheiden ist :
„Von den Erkenntnissen a priori heißen aber diejenigen rein, denen gar nichts Empirisches beigemischt ist.“
In Absetzung vom Rationalismus hält Kant aber angeborene Begriffe von Gattungen, Arten oder Individuen für unmöglich. Nicht die Strukturen der Welt selbst, sondern nur die unserer Erfahrung sind a priori. Das Erkenntnisvermögen kann a priori keine Einzelgegenstände der Welt erkennen, aber auf die in ihm selbst liegenden Voraussetzungen der Erkenntnis, die Verstandeskategorien und die Anschauungsformen zugreifen. Da dieselben Strukturen und Erkenntnisvermögen auch für die Erkenntnis a posteriori verwendet werden müssen, gelten a priori erkannte Regeln und Zusammenhänge auch für diese. Aus Kants Position folgt, dass Einzelgegenstände nur insofern erkennbar sind, als diese durch die a priori gegebenen Erkenntnisbedingungen vermittelbar sind. Wie Objekte unabhängig von dieser Vermittlung, die sog. Dinge „an sich“, beschaffen sind, ist demnach nicht erkennbar.
Eine Untersuchung, die sich auf die im Erkennen selbst liegenden Voraussetzungen und Bedingungen jeder Erkenntnis bezieht, nennt Kant transzendental. Diesen methodischen Ansatz bezeichnet er auch als Transzendentalphilosophie. Kants Theorie des a priori findet sich vor allem in seinem erkenntnistheoretischen Hauptwerk, der Kritik der reinen Vernunft und in den Prolegomena.

### Dekonstruktion und Diskursanalyse
In der Weiterführung von Kritiken der klassischen Transzendentalphilosophie, wie sie bei Martin Heidegger entwickelt wurde, haben Theoretiker vor allem der spätmodernen französischen Philosophie wie Jacques Derrida oder Michel Foucault die Voraussetzung fester, a priori gesetzter Bedingungen kritisiert und stattdessen von quasi-transzendentalen Voraussetzungen gesprochen. Diesen Ansätzen zufolge sind die Grundstrukturen der Erfahrung, des Denkens und Handelns nicht ewige Wahrheiten, sondern Ausdruck von historischen und kulturellen Bedingungen. Das hat sowohl epistemologische wie praktische Konsequenzen, obwohl die jeweilig gültigen Grundstrukturen für die in diesen Bedingungen stehenden Menschen unhintergehbar sind und also für sie a priori bleiben.
Foucaults Diskursanalyse beispielsweise führt den Begriff eines historischen Apriori ein, der wie folgt beschrieben wird:

„Ich will damit ein Apriori bezeichnen, das nicht Gültigkeitsbedingung für Urteile, sondern Realitätsbedingung für Aussagen ist. Es handelt sich […] darum […] die Bedingungen des Auftauchens von Aussagen, das Gesetz ihrer Koexistenz mit anderen, die spezifische Form ihrer Seinsweise und die Prinzipien freizulegen, nach denen sie fortbestehen, sich transformieren und verschwinden. Ein Apriori nicht von Wahrheiten, die niemals gesagt werden oder wirklich der Erfahrung gegeben werden könnten; sondern einer Geschichte, die gegeben ist, denn es ist die der wirklich gesagten Dinge.“